# Perlenbach
Perlenbach je potok v Horních Frankách v Bavorsku v Německu, který je pravou zdrojnicí německé řeky Schwesnitz. Jeho povodí zasahuje i na území Česka díky Hraničnímu potoku. Jeho jméno je odvozené od perlorodky říční, která se v něm bohatě vyskytuje. Délka toku činí 10,53 km od soutoku zdrojnic Lohbachu, Lauterbachu a Stockbachu a 15,27 km včetně Lohbachu. Plocha povodí měří 47,91 km².

## Průběh toku
Vzniká soutokem Lohbachu, Lauterbachu a Stockbachu u Reichenbachu západně od Reichenbachu. Od soutoku zdrojnic teče severozápadním směrem nejprve severně od města Schönwald a poté podél silnice č. 15 do Rehau, kde soutokem s Höllbachem vytváří Schwesnitz.

### Přítoky
Jedinými významnými přítoky jsou Reutersbach zprava a Bocksbach zleva.

### Povodí v Česku
Na území Česka zasahuje jeho povodí o velikosti 5,23 km², které zahrnuje povodí pramenného toku Lohbachu (4,18 km²) včetně povodí Hraničního potoka / Grenzbachu (2,31 km²), povodí Stockbachu (0,67 km²) a povodí Perlenbachu pod soutokem zdrojnic (0,39 km²).